# 彤菲麗
彤菲麗 MLA（1952年6月12日—），加拿大第一民族政治人物，2023年起以卑詩新民主黨黨員身份擔任卑詩省議會議員，代表溫哥華士達孔拿選區（前稱溫哥華快樂山選區）。

## 生平
她本姓卡特（Carter），於北溫哥華和溫哥華市中心東端成長，祖父為原住民演員和作者丹·佐治酋長。她從16歲起參與政治活動，曾為激進組織紅色力量原住民聯盟（Native Alliance for Red Power）一員，並曾反對跨山輸油管道項目和三文魚養殖業。1990年奧卡危機期間為聲援當地原住民，她與丈夫史都華·菲利普發起於西頓波蒂奇堵塞鐵路，被皇家騎警逮捕。
彤菲麗曾於薩斯喀徹溫大學修讀原住民資源管理，亦曾於全國原住民土地經理協會進修。她曾於溫哥華印第安人中心（現為原住民友誼中心）任職項目總監，並曾在卑詩省內陸的潘狄頓原住民政府任職土地經理二十年，2019年退休。她曾於2019年和2021年聯邦大選代表新民主黨競逐國會下議院中奧卡拿根—西密卡米恩—尼可拉選區議席，但皆告落選。
溫哥華快樂山選區省議員馬蘭妮於2023年辭職後，彤菲麗角逐該選區的卑詩新民主黨候選人資格，在無競爭對手下自動出線。在同年6月24日舉行的補選中，彤菲麗當選該區省議員，首度晉身省議會。快樂山選區於2024年省選前更名為溫哥華士達孔拿選區，彤菲麗在該區順利連任，同年11月獲省長尹大衛任命為社區發展及非牟利團體議會秘書。

## 外部連結
- （英文）卑詩省議會網站 彤菲麗議員簡介 （页面存档备份，存于）